# Franz Stöfel
Franz Stöfel (Starfl) (ur. 5 października 1915, zm. 13 grudnia 1945 w Hameln) – zbrodniarz hitlerowski, członek załogi obozu koncentracyjnego Bergen-Belsen oraz SS-Oberscharführer.
Pochodził z bawarskiej miejscowości Heinberg. W październiku 1934 wstąpił do niemieckiej armii (wcześniej pracował jako urzędnik). W 1935 Stöfel wystąpił z armii i w rok później wstąpił do SS. Od października 1943 pełnił służbę w obozie Mittelbau-Dora. W sierpniu 1944 został przeniesiony do obozu Klein Bodungen jako kierownik komanda więźniarskiego (Kommandoführer). 5 kwietnia 1945 na rozkaz Franza Hösslera opuścił Klein Bodungen i skierował się do Bergen-Belsen, gdzie przybył 11 kwietnia 1945.
Za swoją służbę w Bergen-Belsen skazany został przez brytyjski Trybunał Wojskowy w pierwszym procesie członków załogi obozu na karę śmierci. Wyrok wykonano przez powieszenie w więzieniu Hameln.